# INS Vikrant (R11)
La INS Vikrant (hindi: विक्रान्त) è stata una portaerei leggera della Indian Navy  della classe Majestic.

## Storia
La nave è stata impostata come HMS Hercules sugli scali del cantiere navale Vickers-Armstrongs (Newcastle) il 12 novembre 1943.
Varata il 22 settembre 1945, l'unità a causa della fine della guerra rimase per dieci anni in attesa di essere completata.

### Cessione all'India
Nel gennaio 1957 la nave venne venduta all'India, e la sua costruzione completata nei cantieri Harland and Wolff ampiamente modernizzata, con un ponte di volo angolato, catapulta a vapore, un'isola modificata, e molti altri miglioramenti.
La nave, ribattezzata INS Vikrant è stata consegnata alla Indian Navy a Belfast il 4 marzo 1961 alla presenza dell'Alto Commissario per le Nazioni Unite nel Regno Unito, l'indiana Vijaya Lakshmi Pandit, prima donna divenuta Presidente dell'Assemblea Generale delle Nazioni Unite dal 1953 al 1954. La nave è entrata in squadra a Bombay, il 3 novembre 1961, alla presenza dal Primo Ministro Jawaharlal Nehru e altri alti dignitari.
Il gruppo aereo era costituito da caccia Hawker Sea Hawk e aerei antisommergibili Alize.

### Guerre con il Pakistan
La Vikrant partecipò alla guerra indo-pakistana del 1971, distinguendosi per gli attacchi dei suoi aerei presso Chittagong.

### Ammodernamenti e ritiro dal servizio
Nel corso della sua carriera la nave ebbe vari lavori di ammodernamento, il principale fu quello che gli permise , nel 1983, di rientrare in servizio dotata di sky jump per operare con i Sea Harrier.
L'unità venne ritirata dal servizio attivo nel 1997.
Dopo essere stata conservata come nave museo a Mumbai, la Vikrant, nel 2014,  è stata venduta per demolizione e smantellata
dal novembre 2014 a Darukhana.